# World Boxing Super Series
World Boxing Super Series er en årlig bokseturnering, hvor der kæmpes om Muhammad Ali Trophy.
Præmiepuljen ligger 50 millioner dollar det første år med to vægtklasser som konkurrerer om Muhammad Ali Trophy.
Den årlige turnering omfatter 16 af verdens bedste boksere, som vil kæmpe indenfor to vægtklasser igennem 14 stævner, som afvikles mellem september og maj. Første stævne vil finde sted i september 2017.
| Sport | Spire Denne artikel om sport er en spire som bør udbygges. Du er velkommen til at hjælpe Wikipedia ved at udvide den. |